# 주문진읍
주문진읍(注文津邑)은 대한민국 강원특별자치도 강릉시의 읍이다.

## 역사
- 고구려 : 지산 현
- 757년 : 지산현(支山縣), 명주의 속영
- 1018년 : 연곡면
- 1734년 : 사기리, 교항리, 향호리, 주문리가 연곡면에 속함
- 1757년 : 사기리, 교항리, 향호리, 주문리는 신리면이 됨
- 1914년 : 행정구역 병합에 따라 사기리는 삼교리로 개명, 교항리와 사기리 일부를 편입하여 장덕리를 두어 신리면은 5개리로 증가
- 1917년 6월 : 면제 도입에 따라, 10월 1일 시행
- 1937년 4월 1일 : 신리면이 주문진면으로 개칭
- 1940년 11월 1일 : 조선총독부령 제 221호(1940년 10월 23일)에 따라, 주문진면이 주문진읍으로 승격
- 1955년 9월 1일 : 강릉읍, 성덕면, 경포면을 통합하여 강릉시로 승격할 당시 명주군 주문진읍으로 개칭
- 1983년 2월 15일 : 대통령령 제11027호에 의거 연곡면 방내리 일부가 주문진읍에 편입
- 1995년 1월 1일 : 강릉시와 명주군의 통합으로 강릉시 주문진읍으로 명칭 변경[1]

## 행정 구역
| 법정리 | 한자명 | 행정리 |
| ------ | ------ | --- |
| 교항리 | 橋項里 | 교향1리, 교항2리, 교항3리, 교항4리, 교항5리, 교항6리, 교항7리, 교항8리, 교항9리, 교항10리, 교항11리, 교항12리, 교항13리, 교항14리 |
| 삼교리 | 三橋里 | 삼교리 |
| 장덕리 | 長德里 | 장덕1리, 장덕2리 |
| 주문리 | 注文里 | 주문1리, 주문2리, 주문3리, 주문4리, 주문5리, 주문6리, 주문7리, 주문8리, 주문9리, 주문10리, 주문11리, 주문12리                     |
| 향호리 | 香湖里 | 향호1리, 향호2리 |

## 교육 기관
- 대학교 : 강원도립대학교
- 고등학교 : 주문진고등학교, 강릉정보공업고등학교
- 중학교 : 주문진중학교
- 초등학교 : 주문진초등학교, 신영초등학교, 주영초등학교, 주문진초등학교 삼덕분교

## 복지 시설
- 마을회관 : 21개소
- 경로당 : 34개소

## 아파트
| 단지명         | 건설사 | 시행사       | 주소         | 주소   | 입주       | 비고 |
| -------------- | ------ | ------------ | ------------ | ------ | ---------- | ---- |
| 교항주공 2단지 | ㈜한양 | 대한주택공사 | 연주로 241-7 | 교항리 | 2000년 7월 |      |

## 주요 관광지

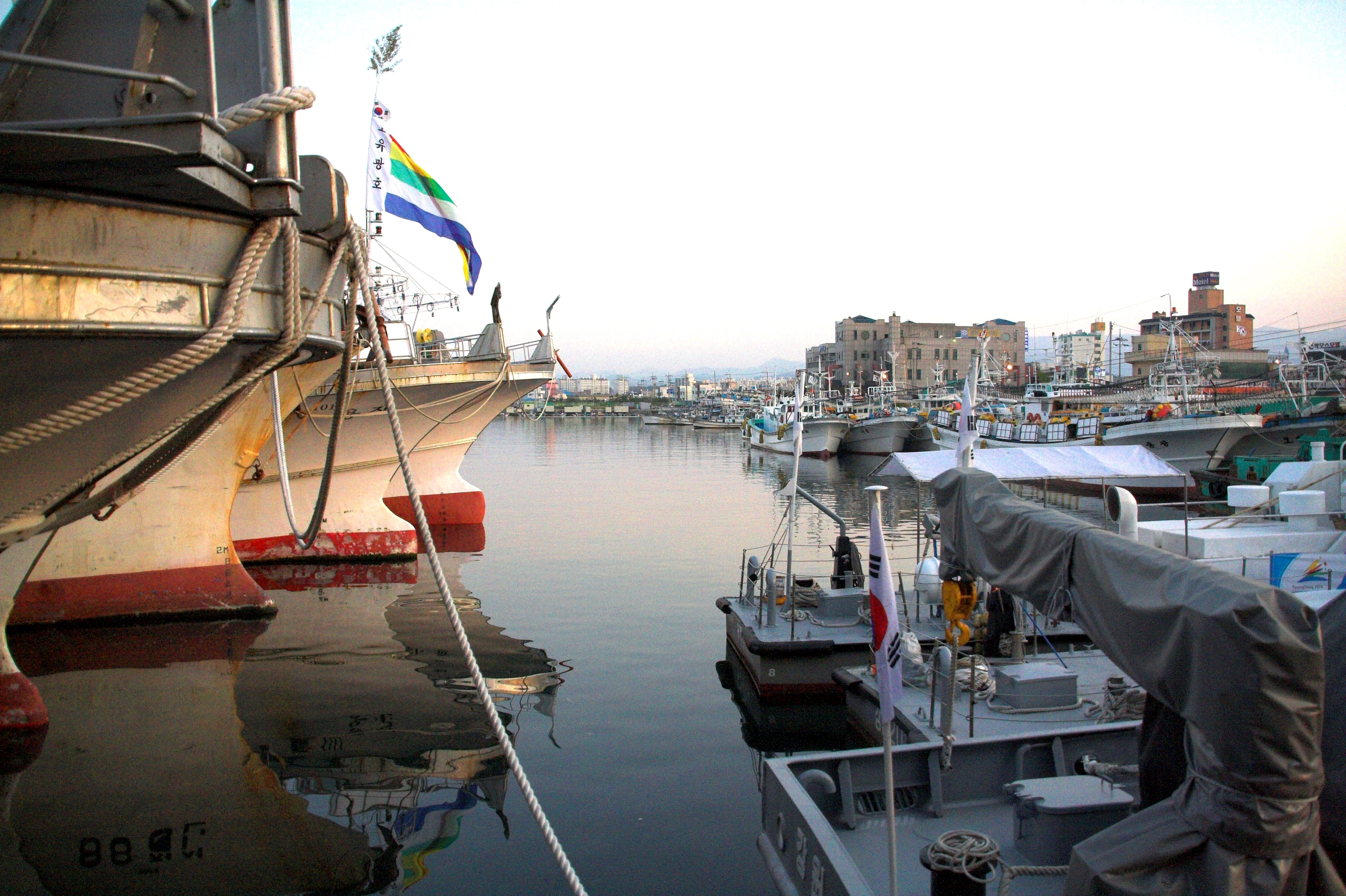
주문진항의 모습

- 주문진 등대
- 향호호수
- 주문진항&어시장
- 삼형제봉
- 철갑령
- 주문진해수욕장
- 소돌해수욕장&아들바위공원

## 축제
- 해돋이 축제
- 달맞이 축제
- 복사꽃 축제
- 주문진 오징어축제
- 주문진 해변축제
- 허수아비축제

## 같이 보기
- 대한민국의 지리